# 千葉徹彌
千葉徹彌（日语： Chiba Tetsuya，本名：千葉 徹彌，1939年1月11日—），日本漫畫家。男性。代表作有《明日之丈》（原作：高森朝雄）、《哈里斯旋風》、《新好小子》、《大個子》、等。
出身於東京府（東京都前身）。現居住於練馬區。日本大學第一高等學校畢業。
2005年起擔任文星藝術大學教授。2012年7月至2018年6月擔任日本漫畫家協會理事長，2018年6月起擔任該協會會長。2019年4月1日至2022年3月31日擔任文星藝術大學校長。
曾獲紫綬褒章、旭日小綬章、文化功勞者、文化勳章。日本藝術院會員。
代表作《青少棒揚威記》、《Play Ball》的漫畫家千葉亞喜生、千葉製作公司社長千葉健作、漫畫家七三太朗是他的弟弟。

## 來歷

### 成長時期
1939年1月11日，千葉徹彌在東京府東京市京橋區（現東京都中央區）明石町的聖路加國際醫院出生。同年11月離開日本，前往朝鮮半島，1941年1月，2歳時的他移居滿洲國奉天（現中華人民共和國遼寧省瀋陽市）。在寒冷的冬天裡，他在印刷公司工作的父親送給他用來取暖的紙片上畫畫。
1945年，戰爭在同一地區結束，在戰敗後的騷亂、搶劫等社會混亂中，他度過了生與死並存的艱苦童年。一家人被父親的中國同事徐集川救起，並把他藏在閣樓裡。隔年，他和家人搬到了約200公里的葫蘆島，然後作為所謂的東北日本僑俘遣返的一部分回到了舞鶴港，居住在父親的家鄉千葉縣海上郡飯岡町（現旭市）之後，他移居至東京都墨田區，當他畫時，飯岡町的海灘就是它的主題。
千葉徹彌第一次看到這部漫畫是在路邊發現的一本小書中。杉浦茂的作品以《一千零一夜》為藍本，他被它的有趣程度所震驚，並沉迷於漫畫。然而，千葉的家人對漫畫非常嚴格，完全被禁止，由於他無法購買或在家閱讀漫畫，所以只能在朋友家偷偷地閱讀。
當千葉上小學時，他與木內堯央成為了親密的朋友，木內注意到他喜歡畫畫，並於1950年開始參加木內創辦的同人誌「漫畫俱樂部」。

### 出租書時代
16歲，當時就讀高中的千葉在報紙上看到了三行尋找漫畫家的廣告，應徵了日昭書店的工作。社長石橋國松向千葉展示了一份專業的手稿，教他如何使用工具，並指導他嘗試畫圖，於是千葉開始投入創作。大約3個月的時間裡，每次他拿到20到30頁的手稿時，千葉都被要求畫一部續集，他以為這是一個測試，但他被告知要在第128頁完成故事時，他已經完成了，石橋當場遞給他12,351日圓作為稿費，這超過了當時大學畢業生的起薪。
此時所創作的於1956年以出租書的形式出版，千葉在17歲時作為漫畫家首次亮相。此後，他在上高中時繼續創作出租書。

### 雜誌出道
高中畢業之前，他陪著資深漫畫家鳥海安來到《少女俱樂部》（講談社）編輯部，在那裡展示了他的手稿（根據江戶川亂步的原作《魔法人形》），並收到了邀稿的請求，畫了單部短篇。同時，他接到了《少女Book》（集英社）的邀約，畫了單部短篇。兩部作品均於1958年發表，但自《少女Book》先發行以來，是千葉在雜誌上的首次亮相。之所以兩者都刊登在少女雜誌上，是因為少女漫畫比當時擁有更成熟寫作團隊的少年漫畫有更多的新作家加入的空間。
這兩部作品促使他被要求連載，從同年6月號開始同時連載（《少女Book》）與《媽媽的小提琴》（《少女俱樂部》）。然而，在未經千葉同意的情況下，《少女Book》宣佈將單行出版後，他與講談社簽訂了獨家合約，在連載中途被放棄。
1961年，千葉徹彌開始在《週刊少年Magazine》（講談社）上連載棒球漫畫《魔球投手》（原作：福本和也），並開始創作少年漫畫。1962年，《1、2、3與4、5、六》開始在《少女俱樂部》特刊上連載，同年在《少女俱樂部》特刊上發表同名作品和《魚店冠軍》獲得第3屆講談社兒童漫畫獎。

### 《明日之丈》成為社會現象
此後，他繼續創作了《紫電改之鷹》和等熱門作品，並於1965年發行了《哈里斯旋風》，並被製作成電視動畫而引起關注。
1968年，他與劇畫作家高森朝雄（原一騎）合作推出了一部以拳擊為題材的漫畫《明日之丈》。該作品一炮而紅，在《週刊少年Magazine》上連載後，發行量急劇增加，並突然成為社會現象。

### 運動漫畫長期連載
此後，除了發表以相撲世界為背景的《大個子》和以職業高爾夫為舞台的《新好小子》等長期熱門的體育漫畫之外，他還發布了一系列廣泛的作品。1980年，由講談社贊助的千葉徹彌獎設立，旨在表彰他過去的成就並發掘年輕的漫畫家。
曾負責1984年《GOLF COMIC》（秋田書店）到2018年停刊的封面插圖。

### 連載活動休止

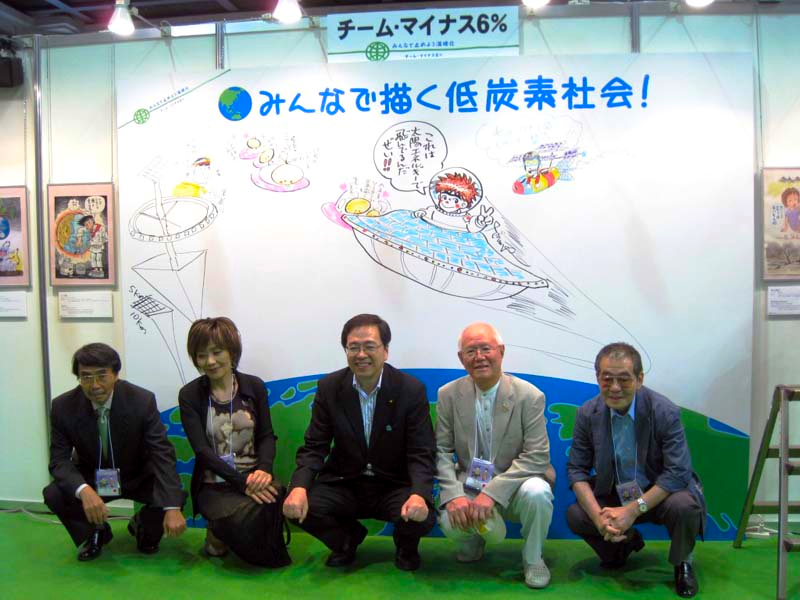
2009年9月6日，與國際漫畫高峰會執行委員會主席水島新司（左一）、漫畫日本代表理事里中滿智子（左二）、環境大臣齊藤鐵夫（中）、數位漫畫協會主席猴子拳（中）在國際漫畫高峰會慶典上

在創作《網球好小子》期間，千葉患有心臟病和視網膜剝離，不得不接受手術，而他的妻子擔心千葉的安全，在千葉住院期間解雇了工作人員。因此，自從1994年《網球好小子》結束連載以來，他一直專注於畫短篇作品，並沒有以僱用大量人員的製作形式進行長期連載。
1998年，擔任社團法人日本漫畫家協會常任理事。並於2002年擔任橫濱市舉辦的「第5屆亞洲漫畫高峰會」的執行主席，作為漫畫文化的領導人物，他積極活躍，同時自2005年起擔任文星藝術大學漫畫教授，致力於培養下一代。
2012年就任日本漫畫家協會會長，2018年6月起擔任該協會會長。
2015年，在《Big Comic》開始連載《悠哉日記：千葉徹彌半生自傳》。
2019年4月1日起，就任文星藝術大學校長。
2021年10月29日，他感到身體不適，被送往東京的一家醫院。接受慢性心臟病等治療後，預計年內出院。
2022年1月4日，更新部落格並宣布自己已暫時出院。
2022年2月22日，由文部科學大臣選定為日本藝術院新設立的「漫畫」領域的新會員候補，計劃由文部科學省2022年3月1日公佈。同年3月31日辭去文星藝術大學校長職務。
2024年8月30日，更新部落格宣布左眼手術完成，將暫時停止寫作。同年12月25日發行的《Big Comic》2025年1號恢復連載《悠哉日記：千葉徹彌半生自傳》，並努力不中斷，卻傳出感染新冠病毒的消息。

## 受獎、榮譽

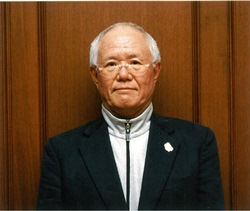
表揚文化功勞者之際的公開肖像照

- 1962年：第3屆講談社兒童漫畫獎（《1、2、3與4、5、六（日语：1・2・3と4・5・ロク）》、《魚店冠軍》）
- 1976年：第7屆講談社出版文化奬兒童漫畫部門（《好小子（日语：おれは鉄兵）》）
- 1977年：第23屆小學館漫畫奬青年一般部門（《大個子（日语：のたり松太郎）》）
- 1977年：第6屆日本漫畫家協會獎特別奬（《大個子》）
- 2001年：文部科學大臣奬
- 2002年：紫綬褒章[33]
- 2009年：第33屆講談社漫畫獎講談社創業100週年紀念特別奬
- 2012年：旭日小綬章[34]
- 2014年：文化功勞者[35]
- 2017年：練馬區榮譽區民[36]
- 2022年：日本藝術院會員
- 2024年：第72屆菊池寬獎[37]、文化勳章[38][39]

## 家族構成
千葉徹彌是四個兄弟姊妹中的長子，他的弟弟是漫畫家千葉亞喜生（第三個兒子）和漫畫原作者七三太朗（第四個兒子）。他的妻子是漫畫家千葉由紀子。千葉徹彌的次子千葉修平是文星藝術大學的全職講師，並作為其父親的助手參與漫畫教育。

## 成績、評價
- 他被譽為人物塑造大師。尤其是在1960年代的少年少女漫畫世界裡，「品行方正」的角色受到追捧時，他引入了非傳統的、類人的人物形象，例如不落俗套、充滿缺陷、卻魅力四射的主角（《哈里斯旋風（日语：ハリスの旋風）》）和求勝、富有同情心的女主角，建立了「人物創造故事」的戲劇方法，即根據人物的意志來建構故事，而不是傳統的以故事為中心的風格[43]。其所創造的生動的人物和故事贏得了眾多讀者的同情和支持，也對人物心理和動作的嫻熟的描繪方式對後輩漫畫家產生了很大的影響[44]。
- 此外，他以真誠的個性和漫畫文化的引領者贏得了許多漫畫家的尊重，即使在80多歲的時候仍然不斷推出新作品。有許多漫畫藝術家聲稱自己的影響力和尊重超越了流派，例如青山剛昌、高橋留美子、浦澤直樹[45]、荒木飛呂彥、大友克洋[46]、秋本治、安達充、井上雄彥、宮崎駿[47]。
- 除了少年、少女漫畫外，他還出版了許多作品，例如以1970年代頻繁發生的暴力事件為靈感的《餓鬼》[44]，以及描繪了戰爭結束時撤離激烈經歷的《家路》，其現實主義風格以生動的筆觸描繪了人性的陰暗面，受到了高度評價[48]。
- 漫畫編輯鳥和彥將千葉的漫畫描述為「只要一看就可以了解人物、他們的心理、故事和情境」，並表示這對於少年漫畫來說是必不可少的。鳥嶋自己也透過重讀千葉的代表作《好小子（日语：おれは鉄兵）》裡的19頁漫畫來學習漫畫的基礎知識，當他將自己培養的知識傳授給年輕的漫畫家時，他們的技能得到了顯著提升[49]。

## 逸事
- 截至2018年，千葉徹彌作為漫畫家的出道作品的原版（日昭館書店）已知僅有5本（根據MANDARAKE研究）[50]。
- 與漫畫家松本零士是好友，松本搬到東京當天，他們在一家旅館相識，雖然千葉答應去松本的房間，但他生平第一次在旅館喝了啤酒後，喝得爛醉在廁所裡昏倒了[51]。
- 約1955年，他被松本零士誘騙去吃雞味拉麵，上面放著雞腿菇和長在猿股（日语：猿股）上的艷馬糞茸（日语：ツヤマグソタケ），千葉說「真好吃！」而且把它全部吃完了，當松本後來承認時，千葉也只是一笑置之，原諒了松本[52]。
- 被譽為運動愛好者。在他自己的書中談到，在寫作時陷入了精神官能症，後來透過運動改變節奏擺脫了這種狀態[53]。透過研究漫畫，他對棒球和高爾夫產生了興趣，這使他與其他流派的漫畫家成為朋友，例如齊藤隆夫和松本零士[54][55]。
- 《媽媽的小提琴》（1958年7月—1959年5月，《少女俱樂部（日语：少女クラブ）》講談社）連載時，赤塚不二夫、石之森章太郎等常盤莊成員為其撰稿。有一次截稿日期接近時，手足無措的他開玩笑地給弟弟千葉亞喜生（日语：ちばあきお）進行電氣按摩（日语：電気あんま），結果引發了一場扭打，被踢飛時，身體擊中了窗戶玻璃，而受了重傷。經過了這次事件，千葉開始了與常盤莊成員之間的交流，這一系列事件後來被總結在作品》裡，並於2008年在《週刊Young Magazine》上發表，以紀念赤塚不二夫。
- 從戰時審查制度和1950年代驅逐劣書運動的經歷中，他以「表達不應受到法律的限制，而應始終由創作者的良好感覺來決定，並應以作品中的自豪感和自我克制來衡量」堅持為理念。他曾多次就為東京都青少年健全育成相關條例修改問題積極發聲，對「不存在的青少年」的監管表達否定意見，在松文館裁判（日语：松文館裁判）中作為證人表達了自己的觀點，並在自己的網站上發表了與此事相關的漫畫。
- 為了磨練自己的畫人能力，他未經允許，在上大學的火車上偷偷畫人。然而，曾經多次因為這個問題而遇到麻煩[56]。
- 《明日之丈》的力石徹死亡時，因為千葉不太懂拳擊，把力石徹畫得比自己的身高還要高，而且由於迫於設定，力石徹不得不減肥。在《小知識之泉》裡，介紹了「力石徹因作者的巧合而死亡」的小知識，千葉在VTR的最後說力石徹因作者的巧合而死亡，並發表了評論「我為他（力石徹）感到難過」[57]。不過，千葉後來推翻了這個觀點。最初，這個角色只出現在少年院的故事中，據說梶原可能因為喜歡力石的個性而改變了政策[c]。
- 對於有抱負的漫畫家，他建議「人物應該通過他們的輪廓來識別」，「創作作品時要考慮編輯和其他第一次接觸作品的讀者的反應」，以及「即使你認為某個角色或故事是失敗的，也要保留它而不是丟棄它，並在一段時間後重新檢視內容」[59]。

## 作品列表
僅列出連載作品。詳情請參閱千葉徹彌的漫畫作品一覽。
- （1958年6月號—8月號，《少女Book（日语：少女ブック）》，集英社）—首部連載作品。
- 媽媽的小提琴（1958年7月—1959年5月，《少女俱樂部（日语：少女クラブ）》，講談社）
（單行本。母女漫畫名作博物館系列和千葉徹彌全集各3冊。）
- （1959年6月—1960年8月，《少女俱樂部》）
- （1960年9月—1961年12月，《少女俱樂部》）
- 魔球投手（日语：ちかいの魔球）（1961年1月—1962年12月，《週刊少年Magazine》，講談社，原作：福本和也）
- 1、2、3與4、5、六（日语：1・2・3と4・5・ロク）（1962年1月—12月，《少女俱樂部》）—1972年和1988年—1989年2次被拍成電視劇。
- （1963年1號（創刊號）[60]—48號，《週刊少女Friend（日语：少女フレンド）》，講談社）
- （1963年1月—5月，《週刊少年Magazine》）
- 紫電改之鷹（日语：紫電改のタカ）（1963年7月—1965年1月，《週刊少年Magazine》）
- 爸爸的妻子（1964年1號—9號，《瑪格麗特》，集英社）
- （1964年3月—1965年6月，《週刊少女Friend》，講談社）
- 少年巨人（1964年11月—1966年11月，《少年Book（日语：少年ブック）》，集英社）
- 哈里斯旋風（日语：ハリスの旋風）（1965年4月—1967年11月，《週刊少年Magazine》）—2次製作電視動畫
- （1965年9月—1966年7月，《週刊少女Friend》）
- （1966年8月—1967年8月，《週刊少女Friend》）— 動畫標題為《小茜（日语：あかねちゃん）》。
- （1967年39號—48號，《週刊少女Friend》）
- 明日之丈（1968年1月—1973年6月，《週刊少年Magazine》，原作：高森朝雄）—曾製作動畫、電影
- 電視天使（1968年7號—50號，《週刊少女Friend》）
- （1968年6月15日版—1971年8月26日版，《產經新聞》）
- （1969年20號—1970年2、3號，《週刊少年Jump》，集英社）
- 餓鬼（1970年6號—36號，《Bokura Magazine（日语：週刊ぼくらマガジン）》，講談社）
- 好小子（日语：おれは鉄兵）（1973年8月—1980年4月，《週刊少年Magazine》）—曾製作動畫
- 大個子（日语：のたり松太郎）（1973年8月—1993年6月、1995年10月—1998年5月，《Big Comic》，小學館）—曾製作動畫
- （1975年3月23日版—12月21日版，《讀賣新聞》）
- （1980年7月—10月，《Young Magazine》，講談社）
- 新好小子（日语：あした天気になあれ (漫画)）（1981年1月—1991年5月，《週刊少年Magazine》）—曾製作動畫
- 男人們（1982年1月—1983年7月，《Comic Morning》，講談社）
- 網球好小子（日语：少年よラケットを抱け）（1992年5月—1994年6月，《週刊少年Magazine》，講談社）
- （1998年4號—1999年13號，《Comic Alpha（日语：コミックフラッパー#コミックアルファ）》，Media Factory）
- 悠哉日記：千葉徹彌半生自傳（日语：ひねもすのたり日記）（2016年1號—，《Big Comic》，小學館）

### 動畫作品
- 電視動畫《3月的獅子》第7話片尾插圖
- 電視動畫《丸少爺》播放20週年紀念插圖[61]
- 電視動畫《悠久持有者！ ～魔法老師！2～》第12話片尾插圖
- 電視動畫《Ani x Para ～誰是你的英雄？～ episode5 輪椅橄欖球》人物設定[62]
- 電影動畫（2016年7月9日）原作（1969年）[63]
- 電影動畫「住友生命 青春動畫全集（日语：青春アニメ全集） 日本名作文學《姿三四郎》」（1986年10月，日本電視台系列，全3回）人物設定

## 展覽
- 2015年9月 大英博物館「Manga now three generations」（漫畫的現在 三世代）展[64]—他與星野之宣、中村光一起被列為三代漫畫家之一。

## 其它活動

### 文庫解說
- 第1冊（著：松本零士，1996年，講談社）
- 《魔女天使（日语：魔女天使）》（著：松本零士，1999年，講談社）—主要寫的是千葉和松本的友誼。

### 演出
- 課外授業 歡迎前輩（日语：課外授業 ようこそ先輩）（2000年9月10日，NHK）—為小學生開設了特別課程。
- （TBS電台）—於嘉賓單元和伊集院光聊了大約30分鐘。
  - 2017年12月27日—《明日之丈》最終回等。
  - 2021年10月20日—少年時期的回憶（與木內堯央（日语：木内堯央）的友誼等）、冠狀病毒大流行期間的活動等。
- The News Masters TOKYO（日语：The News Masters TOKYO）（文化放送，2019年2月4日—2月8日）—與職業高爾夫球手武小山（日语：小山武明）進行了5次談話，每次約4分鐘（包括高爾夫相關主題）。
- 『閣樓的千葉徹彌』（NHK綜合，2020年6月1日）—講述千葉徹彌日常生活的30分鐘紀錄片節目。
- 浦澤直樹之漫勉 neo（日语：浦沢直樹の漫勉）「千葉徹彌」（NHK教育，2020年10月1日）—千葉徹彌一邊觀看《悠哉日記：千葉徹彌半生自傳（日语：ひねもすのたり日記）》的製作過程影像，一邊與浦澤直樹交談。

## 前助手
- 千葉亞喜生（日语：ちばあきお）[4]
- 川三番地（日语：川三番地）[65]—自2013年起，他開始創作自傳漫畫《渴望明日之丈》，該漫畫描繪了他作為千葉徹彌的助手的時光。
- 倉田芳美（日语：倉田よしみ）[66]
- 永壽泰成（日语：ながとしやすなり）[67]
- 政岡稔也（日语：政岡としや）[68]
- 梅本幸雄（日语：梅本さちお）[69]
- 石井定義（日语：石井さだよし）[70]
- 村尾忠義[71]
- 阿部律子（日语：あべりつこ）[44]

## 相關文献
- ，全349頁（正篇335頁 + 包括索引14頁），2023年5月30日第1刷發行，青土社（日语：青土社），交談會12名成員：水野英子（發起人）／上田俊子（日语：上田トシコ）/／渡邊雅子／巴里夫（日语：巴里夫）／高橋真琴／今村洋子／千葉徹彌／牧美也子／望月明（日语：望月あきら）／花村榮子／北島洋子（日语：北島洋子）【※除發起人水野之外依出道順序排列[72]】ISBN 978-4-7917-7553-8

## 腳註

## 相關項目
- 萬能旋風兒（日语：国松さまのお通りだい）—《哈里斯旋風（日语：ハリスの旋風）》的第二次動畫化作品。
- 松文館裁判（日语：松文館裁判）（作為證人）
- 千葉徹彌獎（評選委員）
- 常盤莊
- 連結100張名人圖畫 柬埔寨學校建設企劃
- 戰後70年 日本的肖像（日语：戦後70年 ニッポンの肖像）（擔任片頭影像的人物設定）

## 外部連結
- （页面存档备份，存于） （日語）—千葉徹彌的官方個人部落格。
- （日語）—千葉徹彌的官方個人網站。
  - ，存于 （日語）—千葉徹彌的官方個人網站。
- 千葉徹彌的X（前Twitter） （日語）
- （日語）
  - 講師介紹 （页面存档备份，存于） （日語）
- ，存于 （日語）
- （日語）